# Кранан
Кранан (фр. Crenans) насеље је и општина у источној Француској у региону Франш-Конте, у департману Јура која припада префектури Сен Клод.
По подацима из 2011. године у општини је живело 244 становника, а густина насељености је износила 27,66 становника/km². Општина се простире на површини од 8,82 km². Налази се на средњој надморској висини од 660 метара (максималној 897 m, а минималној 596 m).

## Демографија
| 1962. | 1968. | 1975. | 1982. | 1990. | 1999. | 2011. |
| ----- | ----- | ----- | ----- | ----- | ----- | ----- |
| 123   | 127   | 123   | 171   | 201   | 220   | 244   |

График промене броја становника у току последњих година